# Ammonia Avenue
Ammonia Avenue är ett musikalbum av progrockbandet The Alan Parsons Project, utgivet 1984. "Don't Answer Me" blev den största hiten från albumet, med en 15:e-plats som bästa placering på Billboard Hot 100.

## Låtlista
Samtliga låtar skrivna av Alan Parsons och Eric Woolfson.
Sida 1
1. "Prime Time" - 5:05
2. "Let Me Go Home" - 3:20
3. "One Good Reason" - 3:34
4. "Since the Last Goodbye" - 4:36
5. "Don't Answer Me" - 4:09

Sida 2
1. "Dancing on a High Wire" - 4:36
2. "You Don't Believe" - 4:26
3. "Pipeline" - 3:58
4. "Ammonia Avenue" - 6:34